# Ermita de Estet
La ermita de la Virgen de Estet es un templo del siglo XV ubicado en los alrededores de la población de Roda de Isábena.

## Ubicación
Se encuentra al sureste del núcleo poblacional, junto al antiguo camino de Roda hasta el puente de San Jaime.

## Historia
Fue construida en el siglo XV, aunque en el siglo posterior sufrió varias modificaciones, seguramente limitadas a las capillas laterales del templo como se puede notar en la construcción pero que  con el paso del tiempo fue cayendo en desuso y posteriormente en ruina, aunque en el 2001 fue restaurada y el techo reparado. 

## Virgen de Estet
Se encontraba situada sobre un banco apenas extendido por los lados y con una peana poligonal a los pies, por lo que seguramente estuvo colocada en una pared o un retablo. La talla viste una túnica de escote en caja y plegado natural, recogida por un cíngulo, bajo la cual se pueden ver dos escarpines asomar. Encima lleva un manto de motivos vegetales con caída hacia el lado derecho realizando una curva que termina cubriendo el regazo y el lado izquierdo, igualmente porta un velo con caída zigzagueante, que cubre un pelo rubio suelto y que se remata con una corona decorada con florones. 
Este conjunto  de vestimenta en las representaciones de las vírgenes, túnica, manto y velo es común, ya que autores como Manuel Trens ya resaltan la pervivencia de elementos de la vestimenta romana en estas representaciones, ya que es una representación de los elementos de las doncellas que se entregaban a Dios pero que en estos casos se matizaba la severidad de la temática a través de la decoración de esos elementos con motivos vegetales o colores vivos. En el caso de la virgen de Estet, estos aspectos se cumplen al completo aunque la mayoría de la policromía se encuadra en el siglo XVIII.
El niño Jesús se encuadra dentro de un modelo poco frecuente, ya que apoya los pies descalzos sobre la rodilla de la Virgen, como si fuera un asiento propio: Está representado con una orla que representa unos rizos rubios, vistiendo una túnica muy similar a la virgen, quien le sostiene con la mano mientras que en la diestra sostiene una pequeña esfera con la intención de representar la grandeza de ambos personajes.
Es en la figura del niño Jesús donde se pueden encontrar mayores daños ya que mientras que está representado bendiciendo con la mano derecha, en el lado izquierdo ha perdido tanto el antebrazo como la mano, con la que probablemente estaría la representación del globus mundi.
Se trata de una escultura de la tradición derivada del Santuario de Santa María de Salas, que se extendió en numerosos templos de la zona en los siglos XIII-XIV, como son la talla de la Virgen de Astón en Alcalá de Gurrea, Nuestra Señora de Foces o la Virgen del Monte de Liesa.  La talla de Estet es significativamente considerada el ejemplo más moderno de esta corriente estilística, datando probablemente de 1300aunque iconográficamente hablando se le considera parte del tipo de vírgenes asimetricas, ya que aunque no pierde totalmente la frontalidad ya coloca al niño Jesús en una de sus rodillas.
En el 2003 fue declarada como bien integrado dentro del conjunto de la Iglesia de San Vicente Mártir, pieza que había sido trasladada previamente ahí debido a la ruina del templo, encontrándose actualmente en la cripta de la misma. 

## Descripción
Tiene una sola nave ligeramente más elevada que la cabecera, que a su vez es alargada, cerrada por tramo recto y orientada hacia el este. La nave cuenta con dos capillas pequeñas en los laterales y el ingreso al templo se encuentra en el muro oeste a través de un arco de medio punto de siete dovelas amplias que se apoyan sobre jambas estrechas, sobre esta se encuentra una ventana alta y estrecha con derrame interior que se cierra por un arquillo de medio punto, la construcción de la misma es con cuatro piedras cuyas aristas se han biselado
El edificio está construido en mampostería con refuerzo de sillares en las esquinas, las capillas también están construidas con mampostería aunque el aspecto es distinto, probablemente debido a su realización posterior.
En el interior la cabecera se cubre en bóveda apuntada, mientras que en la nave se divide con dos arcos fajones de medio punto apoyándose en el que se encuentra próximo a los pies en pilastras. Originalmente estaría cubierto con bóveda de cañón pero en la restauración se sustituyó por madera.
Las capillas, cuyo arco de embocadura abre en el arranque de cabecera, se cubren con bóveda de medio cañón y la ubicada en el lado sur se ilumina con óculo.